# EStar电子竞技俱乐部
eStar电子竞技俱乐部（英語：eStar Gaming），是中国一家职业电子竞技俱乐部。目前设有王者荣耀、QQ飞车以及英雄联盟等分部。由中国著名电竞玩家孙力伟所创立，起初是以风暴英雄为主。但因风暴英雄的影响力下降，导致俱乐部经营出现问题。为求维持俱乐部的运营，俱乐部决定开始设立其他游戏分部。

## 历史
eStar Gaming在2014正式成立，总部位于武汉，2015年初，为了发展所需要俱乐部将总部转至上海。在初期eStar只有风暴英雄一个分部，并在中国获得多个冠军。到了2017年因为运营问题而eStar逐渐放弃风暴英雄分部，而在2016年因王者荣耀盛行，eStar在2016年中正式成立王者荣耀分部。在2016年7月eStar获得首届王者榮耀冠軍盃的总冠军，成为了当时王者荣耀首个官方比赛全国总冠军（中国大陆境内），2017年王者荣耀职业联赛秋季赛前正式更名eStarPro。在2018年estar正式成立QQ飞车分部，但成绩不尽人意。而在2019年王者荣耀职业联赛（KPL）春季赛上eStarPro成功晋级总决赛，在总决赛上，eStarPro以4比2战胜RNG.M获得总冠军，这是eStarPro自2016创建以来的首个顶级联赛冠军，不到2个月后eStarPro在2019王者荣耀世界冠军杯总决赛上以4比2打败RW侠获得王者荣耀历史上的第一个世界冠军。
2019年12月12日，eStar在微博发布公告，称成功赢得英雄联盟职业联赛（LPL）的席位竞标，获得了参赛席位，将于2020年春季开始征战LPL联赛。此次竞标是PDD和武汉旅游发展投资集团共同注资eStar电子竞技俱乐部，并在武汉成立星竟文化传媒。同时，eStar也将主场地址定为武汉竞技主场。

## 王者荣耀
2020年3月7日，eStar Gaming王者荣耀分部（eStarPro）正式更名为“武汉eStarPro”，将队伍主场落户于武汉。該隊是繼重慶狼隊後KPL聯盟第二支超級大滿貫戰隊。

### 教练组
| 国籍 | ID    | 姓名   | 职位     |
| ---- | ----- | ------ | -------- |
| 中国 | 勿忘  | 李思源 | 主教练   |
| 中国 | 无铭  | 张聪   | 教练     |
| 中国 | Ethan | 唐志敏 | 赛训经理 |
| 中国 | CC    | 韩嘉诚 | 领队     |

### 队员名单
| 国籍 | ID   | 姓名   | 位置   |
| ---- | ---- | ------ | ------ |
| 中国 | 小度 | 古伟雄 | 对抗路 |
| 中国 | 景晚 | 杨中伟 | 对抗路 |
| 中国 | 花海 | 罗思源 | 打野   |
| 中国 | 小楼 | 沈宇轩 | 打野   |
| 中国 | 挽墨 | 骆雪岩 | 中路   |
| 中国 | 亮宇 | 陈亮宇 | 发育路 |
| 中国 | 星宇 | 李宇浩 | 打野   |

### 所获荣誉
王者荣耀职业联赛：
- 2022年KPL夏季赛：亚军
- 2022年KPL春季赛：冠军
- 2021年KPL秋季赛：冠军
- 2019年KPL春季赛：冠军

王者冠军杯/世界冠军杯/冬季冠军杯/挑战者杯：
- 2022年王者荣耀世界冠军杯：冠军
- 2022年王者荣耀挑战者杯：冠军
- 2021年王者荣耀挑战者杯：冠军
- 2019年王者荣耀冬季冠军杯 亚军
- 2019年王者荣耀世界冠军杯：冠军
- 2018年王者冠军杯国际邀请赛：亚军
- 2017年王者冠军杯暨暑期盛典：亚军
- 2016年王者冠军杯：冠军

## QQ飞车
團隊賽｜個人競速 & 團隊道具
2023年春季季後賽，於5月25日的冒泡淘汰賽對上KZ，在最後一輪1v1個人競速的環節上，eStar.Ani憑着出色的發揮，以小局比分5比3戰勝對手KZ. 阿諾，同時也以大局比分3:2戰勝KZ，也打破了最佳隊史，帶領隊伍強勢晉級四強。
於5月26日對上RSG，也是在最後一輪1v1個人競速的環節上，eStar.Ani憑着5比3的小局比分戰勝對手RSG. 風仔，以大局比分3:2戰勝RSG，帶領隊伍進軍三強。
可惜於5月28日的淘汰賽中，不敵對手RW，因此止步三強。
於2023年年度總決賽的雙敗淘汰賽上，以3比1的大局比分落敗於對手狼隊，打平了歷史最佳隊史三強。

### 队员名单
| 国籍 | ID   | 姓名   | 位置     |
| ---- | ---- | ------ | -------- |
| 中国 | 无言 | 李遠濤 | 教练     |
| 中国 | Ani  | 楊康豪 | 個人竞速 |
| 中国 | guoo | 徐國慶 | 個人竞速 |
| 中国 | 义   | 郝錦飛 | 個人竞速 |
| 中国 | 东东 | 魏志雄 | 團隊道具 |
| 中国 | 颯颯 | 姜龍   | 團隊道具 |
| 中国 | Peng | 高鵬   | 團隊道具 |

## 英雄联盟
2021年3月29日，能兴集团宣布收购Estar并更名为Ultra Prime（UP）。截至2022年1月队员名单：
| 国籍     | ID     | 姓名   | 位置 |
| -------- | ------ | ------ | ---- |
| 中国     | Aliez  | 黄浩   | 上单 |
| 中国     | zs     | 张帅   | 上单 |
| 中国     | H4cker | 杨志浩 | 打野 |
| 中国     | Cryin  | 袁成伟 | 中单 |
| 中国     | Elk    | 赵嘉豪 | 下路 |
| 中国     | kelin  | 黄柏淋 | 下路 |
| 臺灣地區 | ShiauC | 刘家豪 | 辅助 |

## 穿越火线

### 端游队员名单
- eStar.Solo
- eStar.J1E
- eStar.Qiii
- eStar.wyz
- eStar.zhuo
- eStar.AJIA

### 手游队员名单
- eStar.Jing
- eStar.Dlam
- eStar.lzk
- eStar.Nine
- eStar.3yyy
- eStar.小布丁